# 어떤 과학의 초전자포
《어떤 과학의 초전자포》(とある科学の超電磁砲 토아루 카가쿠노 레에루간[*])는 어떤 마술의 금서목록의 외전이다. 원작의 히로인인 미사카 미코토의 시점으로 진행된다. 대한민국에서는 줄여서 어과초라고 부르기도 한다.

## 만화
어떤 과학의 초전자포의 원작 만화는 2007년 4월부터 월간 코믹 전격 대왕에서 연재중이다. 2007년 11월 10일, 만화책 제 1권이 출시되었다.

## 애니메이션

### 2기:어떤 과학의 초전차포 S
애니메이션 2기는 2013년 4월부터 2013년 9월까지 총 24화 분량으로 진행되었다. 초반부는 시스터즈편으로 이루어져 있으며 후반부는 애니메이션 오리지널 내용인 사일런트 파티로 구성되었다.
2기의 퀼리티는 확실히 1기에 비해 훨씬 높아졌다.
더 깔끔해진 작화와 퀼리티가 높아지고 분량도 많아진 액션씬은 좋은 흥행에 이루었고,이 작품의 원작이 되는 '어떤 마술의 금서목록'을 뛰어넘는다는 목소리도 있었다.

### 3기:어떤 과학의 초전차포 T
애니메이션 3기는 2020년 1월부터 2020년 6월까지 총 24화 분량으로 제작이 예정되어 있다. 초반부는 대패성제편으로 이루어져 있다.
2020년 신종 코로나 바이러스 유행으로 인해 7화가 한주 늦게 미뤄져 올라오고 8화 이후 일정이 약 1달정도 미뤄졌다.